# Sarutobi (manga)
Sarutobi (おれは猿飛だ!, Ore wa Sarutobi da !) est un manga d'Osamu Tezuka prépublié au Japon dans le magazine Manga-ō de l'éditeur Akita Shoten entre janvier 1960 et février 1961. L'édition française a été publiée par Cornélius en un volume en novembre 2011.
Le personnage principal est inspiré du ninja fictif Sarutobi Sasuke.

## Personnages
Sarutobi Sasuke

## Publication
Le manga a été réédité à plusieurs reprises, notamment par Kōdansha dans la collection des Œuvres complètes de Tezuka en deux volumes sortis entre avril 1982 et juin 1982, puis au format bunko en mai 2011.

### Liste des volumes
| no                                                                                    | Japonais       | Japonais          | Français         | Français       |
| no                                                                                    | Date de sortie | ISBN              | Date de sortie   | ISBN           |
| ------------------------------------------------------------------------------------- | -------------- | ----------------- | ---------------- | -------------- |
| 1                                                                                     | 13 mai 2011    | 978-4-06-373830-8 | 21 novembre 2009 | 978-2915492507 |
| Liste des chapitres : 1. Le Chapitre du Vent 2. Moi, Sarutobi ! 3. Le Chapitre du Feu |                |                   |                  |                |

## Distinctions

### Nomination
- 2010 : 37e festival international de la bande dessinée d'Angoulême, sélection « Patrimoine »[4]

### Édition japonaise
Kōdansha (Bunko)
1. 1 2  (ja) « Tome 1 ».

### Édition française
Cornélius
1. 1 2  (fr) « Tome 1 », sur manga-sanctuary.com.